# La puritana (film 1989)
La puritana è un film italiano del 1989 diretto da Ninì Grassia.

## Trama
L'avvenente avvocatessa Annabella Allori arriva in un piccolo paese della Puglia e prende in locazione una casa con studio. Lei ha uno scopo preciso, legato a una vicenda  raccontata in punto di morte da Gabriele, un ragazzo tossicodipendente che poi si scoprirà essere suo fratello. La registrazione del ragazzo dimostra che sono coinvolti un sindaco, un conte, un farmacista, un prete e un medico che hanno abusato la madre del ragazzo (nonché di Annabella) causandone la morte, poi hanno costretto Gabriele a drogarsi. Annabella inizia la sua vendetta, seducendo gli uomini coinvolti in questa vicenda: comincia dal sindaco, che viene trovato morto insieme alla moglie per un omicidio-suicidio, poi tocca al conte, a cui provoca un infarto letale, poi il farmacista che viene ucciso dalla polizia, poi il prete che lei fa impazzire e che poi viene investito da un'auto, e infine il medico che si suicida dopo aver scoperto la verità.

## Produzione
La pellicola venne girata a Putignano, in provincia di Bari. Si riconoscono, oltre alle vie del centro, l'Ospedale Civile, Villa Romanazzi e il centro sportivo.

## Accoglienza

### Critica
(Fabio Bo, Il Messaggero)